# تسرنی کاو (باتوچینا)
تسرنی کاو (به صربی: Crni Kao) یک منطقهٔ مسکونی در صربستان است که در باتوچینا واقع شده‌است.